# كريس مكينتوش
كريس مكينتوش (بالإنجليزية: Chris McIntosh)‏ هو لاعب كرة قدم أمريكية أمريكي، ولد في 20 فبراير 1977 في بيووكي في الولايات المتحدة.

## وصلات خارجية
- كريس مكينتوش على موقع مرجع كرة القدم المحترفة.كوم (الإنجليزية)